# Sluispoort
De Sluispoort was een stadspoort in de Zuid-Hollandse stad Dordrecht. De poort stond aan het eind van de Prinsenstraat, bij de Sluisbrug over de stadsgracht of Spuihaven. De poort werd ook Zuidersluispoort of Grote sluispoort genoemd ter onderscheiding van de Noordersluispoort of Kleine sluispoort aan het andere einde van de Spuihaven bij de Noordendijk.
Toen rond 1574 het gebied rond de Sint-Adriaanskerk (de huidige Prinsenstraat) bij de stad werd getrokken, werd de stadsgracht verlengd en een brug aangelegd. Kort voor 1618 werd op deze plek de Sluispoort gebouwd, die in 1632 voor het eerst in de bronnen voorkomt als "Sluijspoorte". Zowel poort als brug waren genoemd naar de spuisluis die zich hier bevond. De poort is in 1833 afgebroken.